# Danyangmulyo
Danyangmulyo is een bestuurslaag in het regentschap Pati van de provincie Midden-Java, Indonesië. Danyangmulyo telt 2060 inwoners (volkstelling 2010).